# Zigoto et l'Affaire du collier
Pour plus de détails, voir Fiche technique et Distribution.
Zigoto et l'Affaire du collier (ou La Trouvaille de Zigoto, ou Zigoto et le Collier) est un court métrage muet réalisé par Jean Durand en 1911.

## Synopsis
Le vicomte de Vieillenoix a offert un collier à l'étoile de l'Olympia : La Polenta. Mais stupeur dans le théâtre : le collier disparaît. Elle fait appel à une agence de détectives qui envoie deux de ses plus fins limiers : les inspecteurs Zigoto et Stout. Pendant que Stout déguste une bonne bouteille sous les fenêtres du théâtre, Zigoto part en filature. La camériste de la vedette secouant par la fenêtre une de ses robes fait détacher le fameux bijou qui tombe dans le chapeau de Stout, tandis que Zigoto arrête le vicomte qui venait de racheter le même cadeau pour sa favorite. Stupeur de Stout qui, sans le faire exprès, découvre le collier dans son chapeau.

## Fiche technique
- Réalisation : Jean Durand
- Opérateur : Paul Castanet
- Durée : 175 m, pour une version en DVD de 8 min 10 s
- Production : Société des Établissements Gaumont
- Genre : comédie
- Edition : CCL
- Sorti le 15 décembre 1911

## Distribution
- Lucien Bataille : l'inspecteur Zigoto
- Gaston Modot : le régisseur du théâtre / une danseuse / un passant
- Berthe Dagmar : La Polenta, l'étoile de l'Olympia
- Édouard Grisollet : la patron de l'agence de détectives
- Ernest Bourbon : un danseur
- Eugène Bréon (sous réserves) : le vicomte de Vieillenoix
- Joë Hamman (sous réserves) : un passant lisant son journal
- Madame Bréon (sous réserves) : une spectatrice
- Marie Dorly : une ouvreuse
- Jacques Beauvais (sous réserves) : un spectateur
- (?) : l'inspecteur Stout
- (?) : la camériste